# Загорб (зупинний пункт)
За́горб — пасажирський залізничний зупинний пункт Ужгородської дирекції Львівської залізниці.
Розташований між селами Стужиця та Жорнава, Великоберезнянський район Закарпатської області на лінії Самбір — Чоп між станціями Ставне (5 км) та Жорнава (2 км).
Станом на травень 2019 року щодня чотири пари електропотягів прямують за напрямком Сянки — Мукачево.